# Spartocera
Spartocera é um gênero de percevejos da família Coreidae. Existem cerca de 18 espécies descritas nesse táxon.

## Espécies
Há 18 espécies descritas no gênero Spartocera:
- Spartocera alternata Dallas, 1852
- Spartocera batatas (Fabricius, 1798)
- Spartocera brevicornis Stål, 1870
- Spartocera bruchii (Pennington, 1921)
- Spartocera cinnamomea (Hahn, 1833)
- Spartocera denticulata Stål, 1870
- Spartocera dentiventris Berg, 1883
- Spartocera diffusa (Say, 1832)
- Spartocera dubia Dallas, 1852
- Spartocera fusca (Thunberg, 1783)
- Spartocera gigantea Distant, 1892
- Spartocera grandis Distant, 1901
- Spartocera granulata Stål, 1870
- Spartocera lativentris Stål, 1870
- Spartocera melas Brailovsky, 1987
- Spartocera pantomima (Distant, 1881)
- Spartocera quadricollis Signoret, 1861
- Spartocera rubicunda Spinola, 1852